# Yulen Pereira
Yulen Alexander Pereira Ramos (Madrid, 12 de julio de 1995) es un deportista español que compite en esgrima en la modalidad de espada.
Ganó dos medallas en el Campeonato Europeo de Esgrima, en los años 2014 y 2024, ambas en la prueba por equipos.
Es hijo del espadista Manuel Pereira, campeón mundial en 1989, y de madre cubana. Estudió Psicología en la Universidad Católica San Antonio de Murcia (UCAM).

## Trayectoria
Con 15 años empezó a entrenar en el Centro de Alto Rendimiento de Madrid, e inició su carrera internacional en 2009. En la temporada 2013/14 alcanzó la primera posición del ranking juvenil internacional tras conseguir cuatro podios, tres en la Copa del Mundo.
Obtuvo su primera medalla en la categoría absoluta, plata por equipos, en el Campeonato Europeo de 2014, junto con Miguel Moratilla, Pau Roselló y el medallista olímpico José Luis Abajo.
En 2018 ganó la medalla de oro en la prueba individual de los Juegos Mediterráneos celebrados en Tarragona. Un año después, en 2019, consiguió su primer podio individual con una plata en el Gran Prix de Doha, después de caer en la final contra el francés Yannick Borel. En 2024 logró una medalla de bronce por equipos en el Campeonato Europeo.
En 2022 participó en el concurso de televisión Supervivientes.

## Palmarés internacional
| Campeonato Europeo | Campeonato Europeo    | Campeonato Europeo | Campeonato Europeo |
| Año                | Lugar                 | Medalla            | Competición        |
| ------------------ | --------------------- | ------------------ | ------------------ |
| 2014               | Estrasburgo (Francia) | Medalla de plata   | Espada por equipos |
| 2024               | Basilea (Suiza)       | Medalla de bronce  | Espada por equipos |

## Filmografía

### Programas de televisión
| Año           | Título              | Cadena    | Notas                        |
| ------------- | ------------------- | --------- | ---------------------------- |
| 2022          | Supervivientes 2022 | Telecinco | Concursante - 10.° Expulsado |
| 2022-2023     | Viernes Deluxe      | Telecinco | Invitado                     |
| 2023          | Supervivientes 2023 | Telecinco | Defensor de Arelys Ramos     |
| 2024-presente | Fiesta              | Telecinco | Colaborador                  |